# Droga wojewódzka nr 716
Droga wojewódzka nr 716 (DW716) – droga wojewódzka o długości około 38,5 km, łącząca Koluszki z Piotrkowem Trybunalskim. Trasa ta leży na obszarze województwa łódzkiego i przebiega przez teren powiatów: łódzkiego wschodniego, tomaszowskiego i piotrkowskiego.

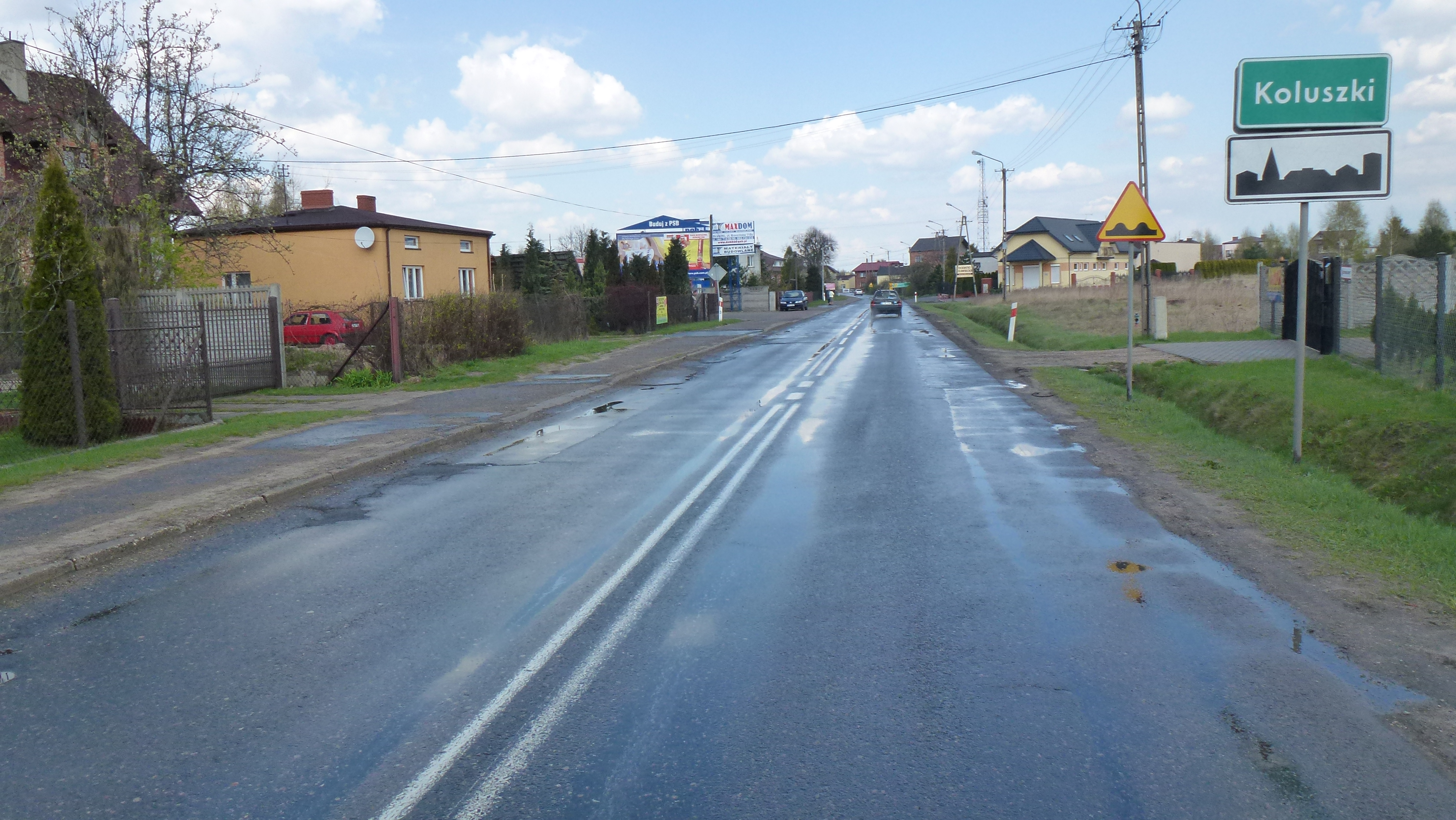
Wjazd do Koluszek (DW 716)

## Ważniejsze miejscowości leżące na trasie DW716
- Koluszki (DW715)
- Rokiciny (DW713)
- Będków
- Moszczenica
- Piotrków Trybunalski (S8, DK91)